# Elvira García Díaz
Elvira García Díaz, née le 12 juin 1971, est une femme politique espagnole ex-membre de Podemos.

## Biographie

### Vie privée
Elle est divorcée.

### Carrière politique
Le 20 décembre 2015, elle est élue sénatrice pour Alava au Sénat et réélue en 2016.
Au Sénat, elle est porte-parole à la commission des Pétitions jusqu'en mars 2017 ; date à laquelle elle quitte son groupe parlementaire à la suite d'un scandale relatif au fait qu'elle n'a pas payé son loyer social durant plusieurs mois.